# Miljöförstöring

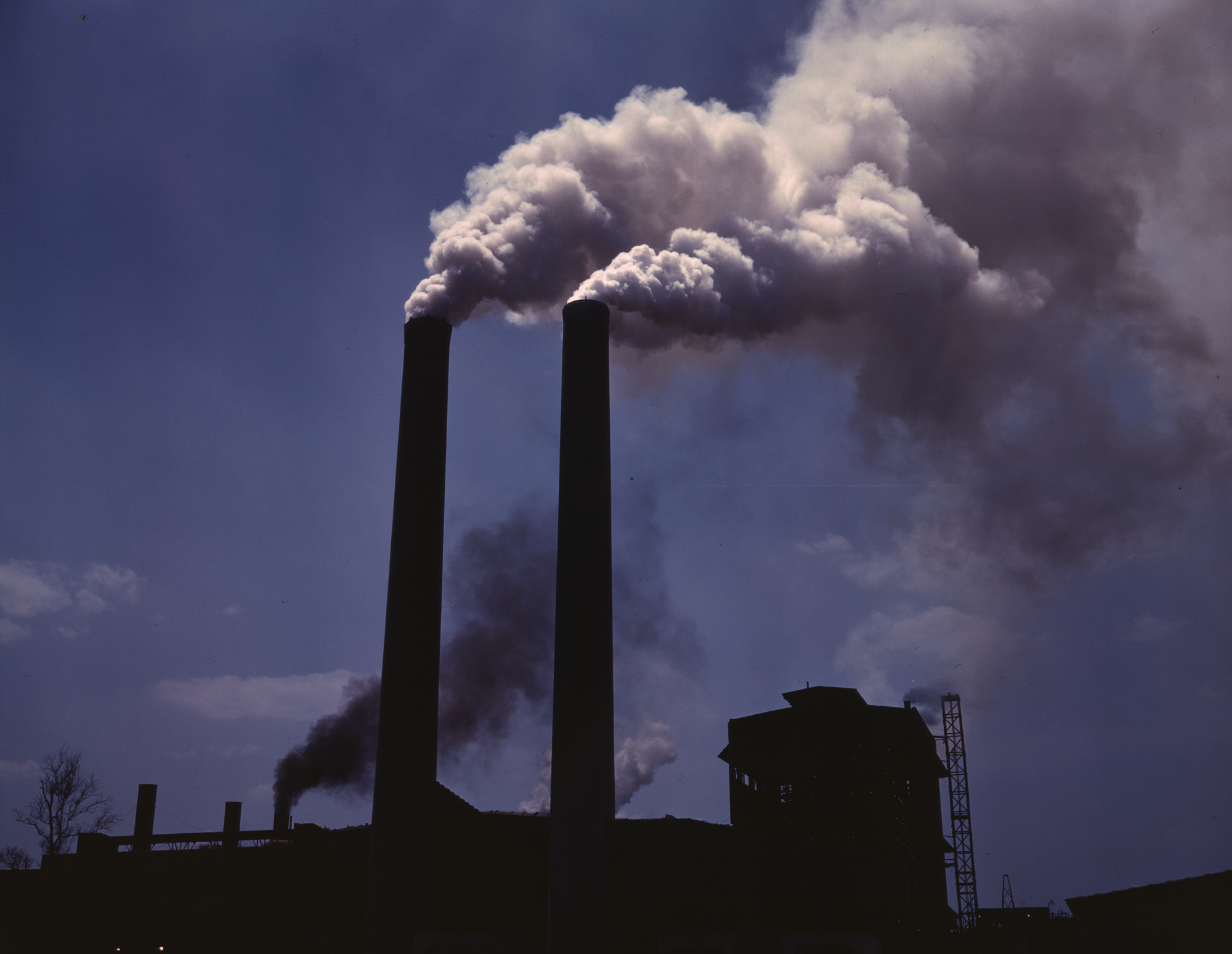
Förorening från en fabrik i USA 1942.

Miljöförstöring kallas det då mänsklig verksamhet förstör eller skadar miljön, till exempel genom för mycket avgaser från bilar och utsläpp till luft, vatten eller jord från industrier. Det var under sent 1960- och tidigt 1970-tal som man på allvar alltmer började prata om överbefolkning och miljöförstöring som ett stort problem i industriländerna, och att folk kunde bli sjuka av avgaser och få cancer, samt hota arters existens. I slutet av 1980-talet började man även se det som ett globalt problem, och man har börjat tala om människans bidrag till den globala uppvärmningen.

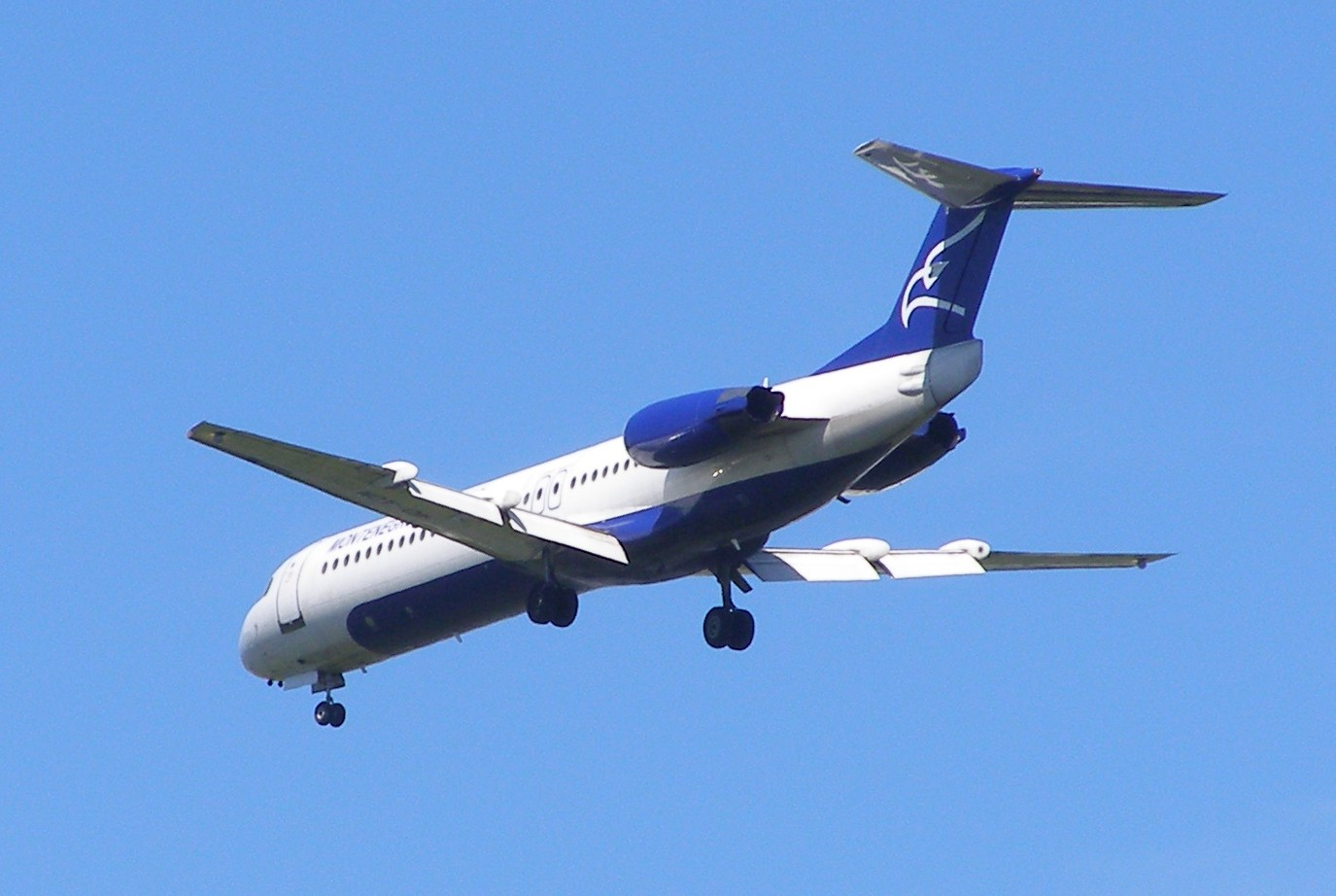
I dag pekas ofta flygplanen ut som en stor miljöbov.

En stor del av människans miljöpåverkan kommer från födoproduktion. FN:s jordbruksorgan har beräknat att de verksamheter som finns kring köttproduktion står för 17 procent av växthusgaserna samt utgör det största hotet mot den biologiska mångfalden globalt sett.
Kampen mot miljöförstöring kan till exempel handla om att få folk att handla mer miljövänligt, eller oftare lämna bilen hemma samt undvika kortare flygplansresor till förmån till miljövänligare färdmedel, och istället cykla eller åka buss och tåg. Även om utvecklingsländernas befolkning till exempel inte åker lika mycket bil, har utvecklingsländerna oftast mindre pengar att anslå till miljöpolitiska åtgärder än industriländerna.

## Exempel på direkta effekter av miljöförstöring
- Förstörelse av färskvatten
- Försämrad hälsa och förtida död
- Överbefolkning
- Havsförsurning
- Klimatförändring (växthuseffekten)
- Markförsurning
- Ozonförtunning
- Sargade naturlandskap
- Skador på grödor
- Skador på konstverk och byggnader och andra anläggningar
- Smog
- Utarmning av den biologiska mångfalden (biotoper, arter och genetisk mångfald).
- Övergödning (kvävegödning mm)

Det pågår mycket forskning för att försöka ta reda på om mänsklig påverkan av klimat och biotoper eventuellt kan vara på väg att orsaka nya massutdöenden.

## Förorening
En förorening är en nedsmutsning av naturen med till exempel kemikalier.

## Miljörörelser
Rachel Carson släppte 1962 boken "Tyst vår" ("Silent Spring"), som kritiserade dåvarande bekämpningsmedel. Under 1960-talet var det många som inte riktigt trodde på henne, och många kemiföretag kritiserade henne hårt. Först under sent 1960- och tidigt 1970-tal förbjöds i många länder, bland andra Sverige, PCB, DDT och kvicksilverbetning i linje med hennes förutsägelser.
I Sverige hade man redan i mitten på seklet uppmärksammat den förstörelse av naturvärden som var förknippade med vattenkraftens utbyggnad. Redan i början av 1950-talet stod "slaget om Ottsjön" inför en föreslagen fortsatt utbyggnad i ett av Indalsälvens källflöden. Då var det lokala eldsjälar som pensionatägaren Sigfrid Eckerhorn som tog strid i Vattendomstolen och lyckades få med sig motvilliga bybor att rädda Ottsjön. Numera finns Älvräddarnas samorganisation. i Sverige finns också Naturskyddsföreningen, som står bakom miljömärkningen Bra miljöval.